# Obština Čelopeč
Obština Čelopeč (bulharsky Община Челопеч) je bulharská jednotka územní samosprávy v Sofijské oblasti. Leží v západním Bulharsku, na jižních svazích Staré planiny a zčásti ve Zlaticko-pirdopské kotlině, jedné ze Zabalkánských kotlin. Obština je totožná se vsí Čelopeč a kromě ní nezahrnuje žádná jiná sídla. Žije zde přes tisíc stálých obyvatel. Jde o rozlohou nejmenší z bulharských obštin.

## Sídla
Obština má jediné sídlo – ves Čelopeč.

## Sousední obštiny
| Růžice kompasu |         | Etropole        |         | Růžice kompasu |
| Růžice kompasu | Mirkovo | Sever           | Zlatica | Růžice kompasu |
| Růžice kompasu | Mirkovo | Obština Čelopeč | Zlatica | Růžice kompasu |
| Růžice kompasu | Mirkovo | Jih             | Zlatica | Růžice kompasu |
| Růžice kompasu | Čavdar  |                 |         | Růžice kompasu |

## Obyvatelstvo
V obštině žije 1 304 stálých obyvatel a včetně přechodně hlášených obyvatel 1 511. Podle sčítáni 1. února 2011 bylo národnostní složení následující:
- Bulhaři: 1 224 (95.8 %)
- Romové: 48 (3.8 %)
- Turci: 6 (0.5 %)